# The Shannara Chronicles
The Shannara Chronicles è una serie televisiva fantasy statunitense sviluppata da Alfred Gough e Miles Millar. Basata sull'omonima serie di romanzi fantasy scritti da Terry Brooks, vede nel cast la presenza di Austin Butler, Poppy Drayton, Ivana Baquero e Manu Bennett.

## Trama
Ambientata migliaia di anni dopo le Grandi Guerre che hanno portato alla distruzione della vecchia civiltà, la serie segue le avventure della principessa elfa Amberle Elessedil, nipote del re Eventine Elessedil, del giovane mezzelfo Wil Ohmsford nipote di Flick, figlio di Shea Ohmsford e discendente del primo re Shannara, e della nomade Eretria, "figlia" acquisita di Cephelo, un importante capoclan dei Nomadi; i tre, inviati da Allanon, ultimo druido di Paranor, si imbarcano in un viaggio per salvare l'Eterea (antico albero nato dalla magia che ha la funzione di mantenere in vita il Divieto, regno creato anch'esso dalla magia dove ogni creatura malvagia è imprigionata) e proteggere le Quattro Terre dall'esercito demoniaco.

## Episodi
| Stagione         | Episodi | Prima TV USA | Prima TV Italia |
| ---------------- | ------- | ------------ | --------------- |
| Prima stagione   | 10      | 2016         | 2016            |
| Seconda stagione | 10      | 2017         | 2017            |

## Personaggi ed interpreti

### Principali
- Wil Ohmsford (stagioni 1-2), interpretato da Austin Butler, doppiato da Alessandro Campaiola.
Un ragazzo per metà elfo e metà umano, ultimo per discendenza dell'antica famiglia Shannara. È destinato a salvare le Quattro Terre dai demoni e possiede tre pietre magiche appartenute al suo defunto padre.
- Amberle Elessedil (stagione 1, ricorrente stagione 2), interpretata da Poppy Drayton, doppiata da Giulia Franceschetti.
Una principessa elfica, prima donna ad essere accettata dagli Eletti, un gruppo di elfi responsabili della protezione e della cura di un antico albero chiamato l'Eterea.
- Eretria (stagioni 1-2), interpretata da Ivana Baquero, doppiata da Erica Necci.
Una giovane umana cresciuta dai Nomadi, un gruppo di ladri.
- Allanon (stagioni 1-2), interpretato da Manu Bennett, doppiato da Andrea Lavagnino.
Un umano e ultimo druido che è sopravvissuto per più di 300 anni per mezzo del Sonno Druido. Guida e protegge il gruppo nella missione per proteggere l'Eterea.
- Il Signore degli Inganni (stagione 2), interpretato da Manu Bennett, doppiato da Andrea Lavagnino.
Ex druido diventato malvagio, in passato sconfitto nella terza guerra delle razze da Shea Ohmsford e Allanon. Nella seconda stagione viene resuscitato nelle sembianze di Allanon da Bandon.
- Re Ander Elessedil (stagioni 1-2), interpretato da Aaron Jakubenko, doppiato da Emiliano Coltorti.
Un principe elfico, figlio di Eventine e fratello di Arion.
- Bandon (ricorrente stagione 1, stagione 2), interpretato da Marcus Vanco, doppiato da Alessio Nissolino.
Un elfo scaltro salvato dal gruppo, in seguito si scoprirà essere un veggente.
- Mareth Ravenlock (stagione 2), interpretata da Malese Jow, doppiata da Joy Saltarelli.
Una potente giovane donna con poteri magici che si unirà al gruppo di Wil.
- Principessa Lyria (stagione 2), interpretata da Vanessa Morgan, doppiata da Rossa Caputo.
Una bellissima ragazza legata romanticamente ad Eretria. È la principessa del regno di Leah.
- Garet Jax (stagione 2), interpretato da Gentry White, doppiato da Simone Crisari.
È un cacciatore di taglie conosciuto nelle Quattro Terre come "Il maestro delle armi".

### Secondari
- Re Eventine Elessedil (stagione 1), interpretato da John Rhys-Davies, doppiato da Stefano De Sando.
Nonno di Amberle che ha regnato per decenni il Regno Elfico di Arborlon.
- Arion Elessedil (stagione 1), interpretato da Daniel MacPherson, doppiato da Edoardo Stoppacciaro.
Un principe elfico, figlio di Eventine e fratello di Ander.
- Cephelo (stagione 1), interpretato da James Remar, doppiato da Roberto Draghetti.
Il capo dei Nomadi e padre adottivo di Eretria.
- Dagda Mor (stagione 1), interpretato da Jed Brophy, doppiato da Alessandro Budroni.
È un antico druido demone elfico, il suo potere aumenta quando l'Eterea si indebolisce.
- Catania (stagioni 1-2), interpretata da Brooke Williams, doppiata da Chiara Gioncardi.
Un'elfa, servitrice di Amberle, migliore amica e confidente.
- Comandante Diana Tilton (stagione 1), interpretata da Emelia Burns, doppiata da Sara Ferranti.
Un'elfa e una dei comandanti dell'armata elfica.
- Lorin (stagione 1), interpretato da Mattias Inwood, doppiato da Manuel Meli.
Un elfo, è il ragazzo di Amberle e un membro degli Eletti.
- Generale Riga (stagione 2), interpretato da Desmond Chiam, doppiato da Gianfranco Miranda.
È il capo del gruppo di soldati estremisti i Cremisi, dedito a spazzare via tutta la magia dalle Quattro Terre.
- Regina Tamlin di Leah (stagione 2), interpretata da Caroline Chikezie, doppiata da Giuppy Izzo.
È la sovrana dell'unico regno umano nelle Quattro Terre.

## Produzione
Nel 2012 la Sonar Entertainment acquistò i diritti televisivi della serie di libri di Shannara, scritti da Terry Brooks. Nel dicembre 2013 è stato annunciato che MTV avrebbe co-prodotto e trasmesso la serie, la cui prima stagione è basata sul secondo libro della serie, Le pietre magiche di Shannara. Nel luglio 2014 MTV ha ordinato ufficialmente la prima stagione, composta da 10 episodi.
La serie è girata in Nuova Zelanda.
Il 20 aprile 2016 la serie è stata rinnovata per una seconda stagione, che verrà tuttavia trasmessa da Spike dall'11 ottobre 2017.
Il 16 gennaio 2018 Spike cancella la serie.

## Distribuzione
Un primo teaser trailer è stato proiettato al San Diego Comic-Con del 2015, venendo poi trasmesso durante gli MTV Video Music Awards 2015. Negli Stati Uniti la serie ha debuttato il 5 gennaio 2016 su MTV.
In Italia viene trasmessa da Sky Atlantic, canale pay di Sky Italia, dal 15 gennaio 2016. La seconda stagione va in onda dal 16 ottobre 2017. In Italia per la visione free va in onda dal 26 giugno 2017 su TV8.